# Peter Maulshagen
Peter Maulshagen (* 30. April 1953) ist ein ehemaliger deutscher Fußballspieler. Er war Mittelfeldspieler.
In der Saison 1977/78 bestritt Maulshagen ein Spiel für den Wuppertaler SV in der 2. Bundesliga Nord: Er spielte am 38. Spieltag bei einem 3:2-Sieg gegen die SG Wattenscheid 09 90 Minuten. Der WSV beendete die Saison auf dem 11. Tabellenplatz.